# 塞利耶迪吕克
塞利耶迪吕克（法語：Cellier-du-Luc，法語發音：[sɛlje dy lyk]）是法国阿尔代什省的一个市镇，属于拉让蒂耶尔区

## 地理
塞利耶迪吕克（44°40'47"N, 3°54'3"E）面积14.73 平方千米，位于法国奥弗涅-罗讷-阿尔卑斯大区阿尔代什省，该省份为法国东南部内陆省份，北起顺时针与卢瓦尔省、伊泽尔省、德龙省、沃克吕兹省、加尔省、洛泽尔省和上盧瓦爾省接壤。
与塞利耶迪吕克接壤的市镇（或旧市镇、城区）包括：莱斯佩龙、勒普拉尼亚勒、圣阿尔邦昂蒙塔涅、圣艾蒂安-德吕格达雷斯、吕克。

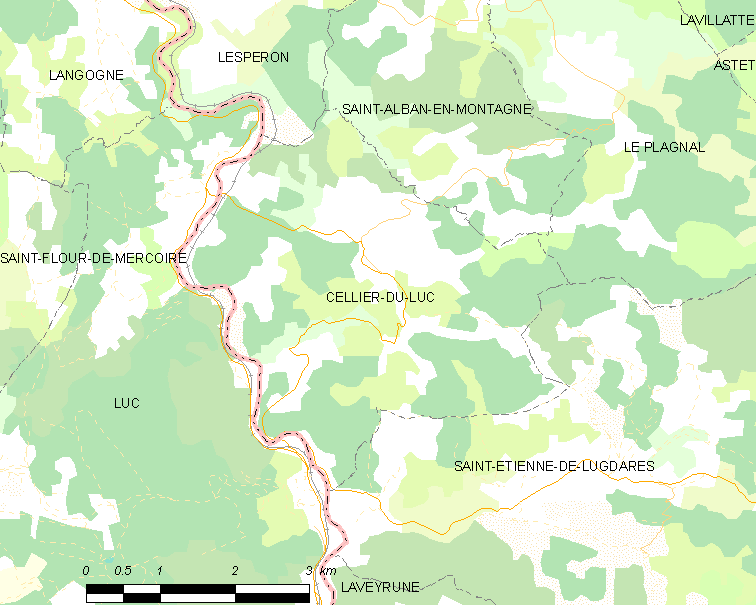
塞利耶迪吕克的OSM定位图

塞利耶迪吕克的时区为UTC+01:00、UTC+02:00（夏令时）。

## 行政
塞利耶迪吕克的邮政编码为07590，INSEE市镇编码为07047。

## 政治
塞利耶迪吕克所属的省级选区为上阿尔代什县。

## 人口

1962-2008年间塞利耶迪吕克人口变化图示

塞利耶迪吕克于2022年1月1日时的人口数量为91人。